# とらわれの身の上
『とらわれの身の上』（とらわれのみのうえ）は、樋野まつりによる日本の漫画作品。『LaLa』（白泉社）にて1999年4月号から2002年2月号まで連載された。単行本は花とゆめコミックスより全5巻、愛蔵版は全3巻。長期にわたる行方不明から生還したお嬢さまとその下僕の恋愛を描いた作品で、2人は両思いにもかかわらず、先祖から呪われているせいで結ばれないというジレンマに苦しむ物語である。1999年、本作が第24回白泉社アテナ新人大賞デビュー優秀者賞を受賞した。作者にとって初の長期連載作品である。

## あらすじ
昂上家に仕える黒石家の大学生・恵は、中国に旅行に行ったまま行方不明になっていたはずの昂上家の、お嬢様・鈴花と再会。先祖代々、黒石家には、昂上家に絶対服従の呪いがかかっていた。この呪いは、龍神によるものである。そのため恵は、鈴花と目を合わせた途端、あろうことか鈴花の下僕となってしまう。その後、恵と鈴花は愛し合いはじめたのだが、呪いのせいで2人が（本当の意味で）結ばれない状態となってしまう。そこで鈴花は、問題の呪いを解く方法を探し始めた。

## 主な登場人物
黒石 恵（くろいし めぐみ）
主人公の大学生。黒石家にかかる「昂上家に絶対服従」の呪いのせいで、昂上鈴花の下僕になってしまう。
昂上 鈴花（こうがみ すずか）
17歳のお嬢さま。幼少期に家族で中国へ旅行したまま、長らく行方不明となるが、その後黒石恵と再会。呪いのせいで、恵は鈴花の下僕になってしまうが、優しい鈴花は、そんな恵を気の毒に思う。
相楽 剛志（さがら ごうし）
恵の友人。
桜山 留衣（さくらやま るい）
昂上家でメイドとして働いていた。

## 書誌情報
- 樋野まつり『とらわれの身の上』白泉社〈花とゆめコミックス〉全5巻
  1. 1999年11月5日発売[3]、ISBN 978-4-592-17743-2
    - 読切「リアルの嵐」（『LaLaDX』1998年11月号掲載）、「時間を凍らせて」（『LaLaDX』1999年1月号掲載）併録、「使用上の注意ならびに応用編」収録。

  2. 2000年8月5日発売[4]、ISBN 978-4-592-17768-5
    - 「黒石さん家の家庭事情。」収録。

  3. 2001年2月5日発売[5]、ISBN 978-4-592-17505-6
    - 読切「ペール・ノエルの長い夜」（『LaLaDX』1998年1月10日号掲載）併録、「室町編後日談」収録。

  4. 2001年10月5日発売[6]、ISBN 978-4-592-17506-3
    - 「とらわれの身の上 特別番外編」（「とらわれの身の上 小さな恋の物語」「とらわれの身の上 相楽嬢的恵観察」「中国の秘境 雲南の旅」収録。

  5. 2002年4月5日発売[7]、ISBN 978-4-592-17297-0
    - 読切「キスの本当の意味を教えて」（『LaLa』1995年8月号掲載）、「とらわれの身の上裏想像四コマ劇場」収録。
- 樋野まつり『愛蔵版 とらわれの身の上』白泉社〈花とゆめコミックス〉全3巻
  1. 2012年12月5日発売[8][9]、ISBN 978-4-592-19750-8
  2. 2013年1月4日発売[10]、ISBN 978-4-592-19751-5
  3. 2013年1月4日発売[11]、ISBN 978-4-592-19752-2